# سالا بیکر
سالا بیکر (به انگلیسی: Sala Baker) (زاده ۲ سپتامبر ۱۹۷۶) یک هنرپیشه و بدلکار نیوزلندی است.
وی که از سال ۲۰۰۱ تا هم‌اکنون در این صنعت فعال بوده، در ۱۲ فیلم سینمایی بازی کرده و ۶ جایزه را برده یا نامزده شده‌است.

## حرفه
در اصل وی به عنوان یکی از بدلکاران سه‌گانهی ارباب حلقه‌ها استخدام شد، اما نهایتاً صاحب عنوان کاراکتر ارباب تاریکی، سارئون شد. به‌علاوه، وی نقش چندین اورک، گاندوریان و یک روهیریم را بازی کرد.
جدا از آن سه‌گانه، بیکر در سرگذشت نارنیا: شیر، کمد و جادوگر و دو فیلم از دزدان دریایی کارائیب به ایفای نقش پرداخته است.
سالا بیکر همچنین عضو سیاهی لشکر آخرین سامورایی (سال ۲۰۰۳) بود.

## زندگی شخصی
سالا در ولینگتون، نیوزلند زاده شد.
او با استفانی جون بکلان در سال ۲۰۱۰ ازدواج کرده‌است.

## فیلم‌شناسی

### سینما
| سال  | فیلم                     | نقش                | یادداشت‌ها                 |
| ---- | ------------------------ | ------------------ | ------------------------- |
| ۲۰۰۱ | ارباب حلقه‌ها: یاران حلقه | سائرون             |                           |
| ۲۰۰۲ | ارباب حلقه‌ها: دو برج     | من فلش اورک        |                           |
| ۲۰۰۳ | ارباب حلقه‌ها: بازگشت شاه | سائرون مورگاش      |                           |
| ۲۰۰۶ | کله‌شق‌ها: فیلم            | گریم               |                           |
| ۲۰۰۶ | F8                       | بونسر              |                           |
| ۲۰۰۷ | پادشاهی                  | آدم‌ربا             |                           |
| ۲۰۰۸ | استیلتو                  | کارمند فروشگاه     |                           |
| ۲۰۰۸ | شاهزاده ونیز             | لنی                |                           |
| ۲۰۰۹ | پیشتازان فضا             | نگهبان برج رومولان |                           |
| ۲۰۱۰ | کتاب عیلی                | اوباش              | در لیست بازیگران ذکر نشده |
| ۲۰۱۲ | وحشیان                   | پلیس موتورسوار     |                           |
| ۲۰۱۳ | مرد آهنی ۳               | سرباز اکسترمیز     |                           |

### تلویزیون
| سال  | فیلم             | نقش              | یادداشت‌ها                     |
| ---- | ---------------- | ---------------- | ----------------------------- |
| ۲۰۰۸ | فرار از زندان    | وورلد            | قسمت: "جهت"                   |
| ۲۰۰۸ | یگان             | لوئیس            | قسمت: "درس‌های رقص"            |
| ۲۰۰۹ | چاک              | بادیگارد تروریست | قسمت: "چاک دربرابر قلب شکسته" |
| ۲۰۱۱ | شوی معمولی       | ورسکاک بریان     | قسمت: "فریب خورده"            |
| ۲۰۱۳ | ن‌سی‌آی‌اس: لس‌آنجلس | مرید شماره یک    | قسمت: "لوخای"                 |

## جوایز
| سال  | جایزه                           | شاخه                    | فیلم                     | نتیجه    |
| ---- | ------------------------------- | ----------------------- | ------------------------ | -------- |
| ۲۰۰۱ | جایزه انجمن منتقدین فیلم فینیکس | بهترین بازیگران         | ارباب حلقه‌ها: یاران حلقه | برنده    |
| ۲۰۰۲ | جایزه انجمن منتقدین فیلم فینیکس | بهترین بازیگران         | ارباب حلقه‌ها: دو برج     | برنده    |
| ۲۰۰۳ | جایزه انجمن منتقدین فیلم فینیکس | بهترین بازیگران         | ارباب حلقه‌ها: بازگشت شاه | نامزدشده |
| ۲۰۰۸ | جوایز بدلکاران جهان توروس       | بهترین نبرد             | پادشاهی                  | نامزدشده |
| ۲۰۰۸ | جایزه انجمن بازیگران پرده       | بهترین اجرا توسط بدلکار | پادشاهی                  | نامزدشده |
| ۲۰۱۰ | جایزه انجمن بازیگران پرده       | بهترین اجرا توسط بدلکار | پیشتازان فضا             | برنده    |